# Nicéforo de Jesús y María
Vicente Díez Tejerina (Herreruela de Castillería, 17 de febrero de 1893-Manzanares, 23 de julio de 1936), más conocido por su nombre religioso Nicéforo de Jesús y María, fue un sacerdote católico pasionista, fusilado en 1936 en tiempos de la persecución religiosa que estalló en España, durante la guerra civil. Es venerado como beato y mártir en la Iglesia católica.

## Biografía

### Primeros años
Vicente Díez Tejerina nació en la localidad de Herreruela de Castillería, del municipio de Cervera de Pisuerga en la provincia de Palencia (España). En 1908 ingresó al noviciado de la Congregación de la Pasión en el Santuario de Nuestra Señora de Angosto (Villanañe), donde profesó el 6 de marzo de 1909, tomando el nombre de Nicéforo de Jesús y María. En 1910 fue destinado por sus superiores a la comunidad pasionista de Toluca en México, donde junto a sus compañeros sufrió la persecución del gobierno de Calles, fueron encarcelados y deportados a los Estados Unidos en 1914.

### Estancia en América
En la ciudad de Chicago, Nicéforo prosiguió sus estudios de teología y fue ordenado sacerdote el 17 de junio de 1916. Fue destinado a Cuba en 1918 como profesor de religión en el colegio San Pablo de la Cruz de Santa Clara. Más tarde (1920), regresó a México para dedicarse a las misiones populares en Jalisco, cabe destacar que la casa Pasionista era el templo de la Soledad que en 1933 cambiarían de residencia a Convento de Nuestra Señora del Perpetuo Socorro. Nuevamente expulsado por el gobierno mexicano volvió a Cuba, como superior de la comunidad de La Habana.

### De regreso a España
Nicéforo de Jesús y María fue elegido consultor provincial, por lo que tuvo que regresar a España, período en el que fundó los conventos de Barcelona (1933) y Valencia (1935). En el capítulo provincial de 1935, fue elegido superior provincial. En dicho cargo se dedicó a la animación de sus religiosos y fundó la revista El Lábaro. Cuando estalló la guerra en España en 1936, se encontraba de visita en América Latina, sus religiosos le animaban a no volver por el peligro de la persecución. Nicéforo hizo caso omiso a las peticiones y regresó a España. Estando de visita en la comunidad de Daimiel, fue hecho prisionero y fusilado el 23 de julio de 1936, en la estación de Manzanares (Ciudad Real).

## Culto
Terminada la guerra, entre abril y mayo de 1939, los restos de Nicéforo de Jesús y María fueron localizados y en 1942, exhumados y llevados a Daimiel, junto al de sus compañeros mártires, e introducidos en la cripta de la iglesia de los pasionistas.
Nicéforo fue beatificado por el papa Juan Pablo II el 1 de octubre de 1989, junto a otros 25 mártires pasionistas de España del siglo XX, en la ceremonia llevada a cabo en la Plaza de San Pedro de la Ciudad del Vaticano. Su fiesta se celebra el 6 de noviembre y sus reliquias se veneran en el Santuario del Cristo de la Luz de Daimiel, Ciudad Real, debajo del camarín de dicho Cristo.
En el Santuario de Santa Gema Galgani de Barcelona se le ha dedicado un altar a los veintiséis mártires de Daimiel, encabezados por el beato Nicéforo, en honor a que dicha comunidad fue fundada por él en 1932.